# Густав Візер
Густав Візер (нім. Gustav Wieser, нар. 24 червня 1898 — пом. 1960) — австрійський футболіст, що грав на позиції нападника. По завершенні ігрової кар'єри — футбольний тренер.
Семиразовий чемпіон Австрії. П'ятиразовий володар кубка Австрії. Дворазовий чемпіон Польщі (як тренер).

## Спортивна кар'єра
У складі віденського «Рапіда» дебютував 14 березня 1915 року проти клубу «Вінер АФК». Матч з діючим, на той час, чемпіоном завершився внічию, а разом з Візером у лінії нападу виступали Едуард Бауер, Леопольд Грюнвальд, Ріхард Кутан і Густав Блага. З наступного сезону став одним з головних бомбардирів команди. Тричі входив до п'ятірки найрезультативніших гравців ліги (1916, 1917, 1920). За шість сезонів п'ять разів виборював титул чемпіона Австрії і двічі ставав володарем кубка Австрії. Всього за «Рапід» забив 67 м'ячів у 91 офіційному матчі.
З 1921 року виступав за німецьку команду «Вюрцбургер Кікерс». На початку 1923 року перебував у складі львівської «Погоні».
Того ж року повернувся до Відня, але продовжив виступи у складі іншого клубу — «Вінер-Аматор». Дебют виявився невдалим, 27 травня «аматори» вдома поступилися «Зіммерингеру», завдяки єдиному голу Йоганна Хорвата. В наступних чотирьох сезонах його команда постійно грала у вирішальних матчах кубкового турніру. У трьох фіналах поспіль Густав Візер забивав у ворота суперників, а його клуб здобував перемоги (1924–1926). Лише через шістдесят років «Рапіду» вдалося повторити це досягнення (володар кубка Австрії 1983–1985).
«Вінер-Аматор» виходив на провідні позиції і в ліговому турнірі. В сезоні 1923/24 команда здобула перший чемпіонський титул в своїй історії, а через два роки вдруге стала найсильнішою. Візер три сезони очолював список найрезультативніших гравців чемпіонату (1923/24 — 16 голів, 1924/25 — 19, 1925/26 — 25). Всього за «Вінер-Аматор» забив 86 м'ячів у 104 офіційних матчах.
У складі національної збірної дебютував 7 травня 1916 року. На стадіоні «Вінер АФК» австрійські футболісти здобули перемогу над збірною Угорщини (3:1). Проти угорців Густав Візер провів перші вісім матчів за збірну Австрії. 2 травня 1920 року відкрив рахунок забитим м'ячам — реалізував пенальті у ворота, які захищав голкіпер Петер Варга.
10 лютого 1924 року зробив «хет-трик» у матчі зі збірною Югославії. Востаннє зіграв за національну команду 30 травня 1926 року. У Відні господарі здобули перемогу над збірною Франції (4:1). Всього за збірну Австрії провів 27 матчів, забив 12 м'ячів.
1927 року переїхав до Німеччини, протягом трьох років був граючим тренером команд «Айнтрахт» (Франкфурт-на-Майні) і «Шальке 04» (Гельзенкірхен). На початку 30-х років очолював варшавську «Легію». Під його керівництвом хожувський «Рух» здобув дві перемоги в чемпіонаті Польщі. Останнім місцем тренерської роботи був німецький «Бремергафен 93», де Густав Візер працював у сезоні 1949/50.

## Досягнення
Гравець:
- Чемпіон Австрії (7):

«Рапід» (Відень): 1916, 1917, 1919, 1920, 1921
«Вінер-Аматор»: 1924, 1926
- Володар кубка Австрії (5):

«Рапід» (Відень): 1919, 1920
«Вінер-Аматор»: 1924, 1925, 1926
Тренер:
- Чемпіон Польщі (2):

«Рух» (Хожув): 1934, 1935

## Статистика
Статистика виступів за австрійські клуби:
| Клуб             | Сезон            | Ліга | Ліга | Кубок | Кубок | Всього | Всього |
| Клуб             | Сезон            | Ігри | Голи | Ігри  | Голи  | Ігри   | Голи   |
| ---------------- | ---------------- | ---- | ---- | ----- | ----- | ------ | ------ |
| «Рапід» (Відень) | 1914/15          | 8    | 1    | -     | -     | 8      | 1      |
| «Рапід» (Відень) | 1915/16          | 18   | 18   | -     | -     | 18     | 18     |
| «Рапід» (Відень) | 1916/17          | 13   | 14   | -     | -     | 13     | 14     |
| «Рапід» (Відень) | 1918/19          | 17   | 7    | 4     | 0     | 21     | 7      |
| «Рапід» (Відень) | 1919/20          | 21   | 18   | 5     | 5     | 26     | 23     |
| «Рапід» (Відень) | 1920/21          | 5    | 4    | 0     | 0     | 5      | 4      |
| «Рапід» (Відень) | Всього           | 82   | 62   | 9     | 5     | 91     | 67     |
| «Вінер-Аматор»   | 1922/23          | 6    | 1    | 0     | 0     | 6      | 1      |
| «Вінер-Аматор»   | 1923/24          | 20   | 16   | 5     | 2     | 25     | 18     |
| «Вінер-Аматор»   | 1924/25          | 18   | 19   | 4     | 4     | 22     | 23     |
| «Вінер-Аматор»   | 1925/26          | 21   | 25   | 5     | 12    | 26     | 37     |
| «Вінер-Аматор»   | 1926/27          | 20   | 6    | 5     | 1     | 25     | 7      |
| «Вінер-Аматор»   | Всього           | 85   | 67   | 19    | 19    | 104    | 86     |
| Всього в Австрії | Всього в Австрії | 167  | 129  | 28    | 24    | 195    | 153    |